# Plagithmysus filipes
Plagithmysus filipes là một loài bọ cánh cứng trong họ Cerambycidae.